# Edwardsia octoradiata
Edwardsia octoradiata is een zeeanemonensoort uit de familie Edwardsiidae.
Edwardsia octoradiata is voor het eerst wetenschappelijk beschreven door Carlgren in 1931.